# Gordola
Gordola je obec ve švýcarském kantonu Ticino, okresu Locarno. Žije zde přibližně 4 700 obyvatel.

## Geografie
Obec leží v nadmořské výšce 250 m u vstupu do údolí Valle Verzasca, na jižním úpatí svahů porostlých kaštany a vinicemi, na silnici Bellinzona–Locarno a 5,5 km severovýchodně od Locarna. Obec sousedí s vodní nádrží Lago di Vogorno a jezerem Lago Maggiore.
Sousedními obcemi jsou Mergoscia, Verzasca, Cugnasco-Gerra, Lavertezzo, Locarno a Tenero-Contra.

## Historie

Letecký pohled (1946)

Gordola byla poprvé zmíněna v dokumentu z roku 1200 jako Gordora. V roce 1881 zde bylo objeveno 55 hrobů z doby železné. Ještě v první polovině 17. století zde byly patrné zbytky přístavu. V roce 1189 dostali rod Muralto z Locarna hrad u kláštera Santa Maria do zástavy od biskupa z Coma; v letech 1257 a 1263 byl lénem rodů Muralto a Orelli. V roce 1380 byl zničen v bojích mezi guelfy a ghibelliny. Vládci z Locarna vlastnili statky a pozemková práva. Patřila jim také většina terraticum nebo terradegium, což byl druh vývozní a tranzitní daně, která je zmiňována od roku 1263 a kterou v roce 1510 odkoupil Ludvík XII. a v roce 1514 konfederáti, kteří platili daň capitanei až do roku 1797. Gordola do značné míry sdílela osudy oblasti kolem Locarna; v roce 1497 patřila k hrabství Angera, které vytvořil Ludovico Sforza, ale existovalo jen krátce, a za švýcarské vlády jmenovala člena generální rady.
Od 14. století se do Gordoly stěhovalo mnoho obyvatel z údolí Valle Verzasca, kteří zde trávili zimu na Magadinské planině; jejich původně sezónní pobyt později často nabyl trvalé podoby. Od roku 1695 byla obec rozdělena na dva okrsky (squadre): okrsek „původních“ a okrsek „nových“ osadníků (vicini). Obě skupiny se střídaly v obecní správě.
Během druhé světové války byly po celém Švýcarsku zřízeny internační tábory pro uprchlíky. Tábor v Gordole proslul svými vězni, kteří byli převážně komunisté a podléhali přísným kontrolám. Mezi známé vězně patřili například Hans Teubner a Rudolf Singer. Dne 2. února 1944 byl tábor Gordola centrálním vedením pracovních táborů ve Švýcarsku zrušen a asi 51 osob bylo přerozděleno do různých táborů ve Švýcarsku. Rudolf Singer byl spolu s 41 internovanými převezen do pracovního tábora Bassecourt (v Bernském Jurovi).

## Obyvatelstvo

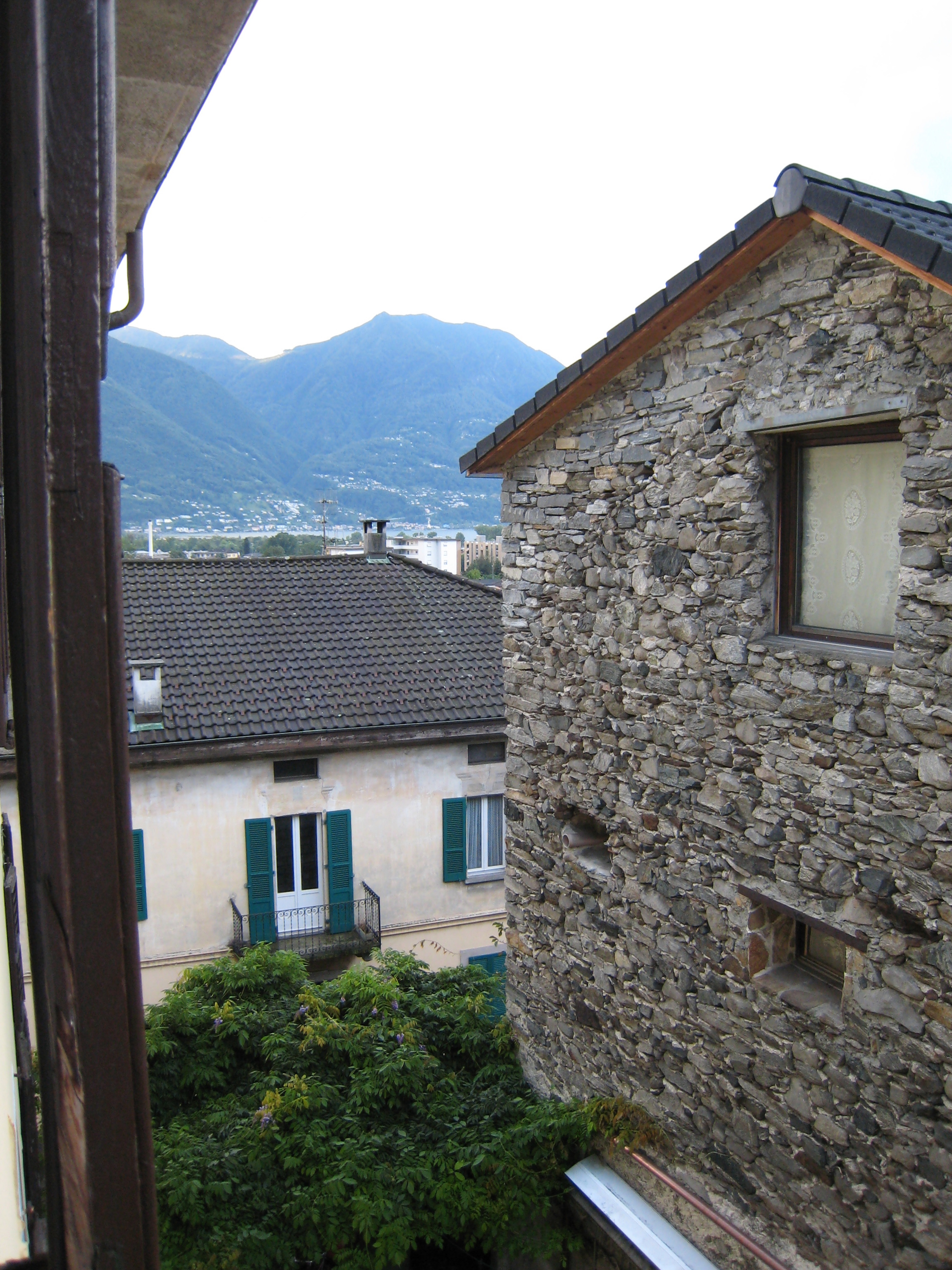
Gordola

| Rok            | 1850 | 1880 | 1900 | 1950 | 2000 | 2010 | 2011 | 2012 | 2013 | 2014 | 2015 | 2020 |
| Počet obyvatel | 290  | 866  | 550  | 1419 | 3978 | 4355 | 4384 | 4410 | 4480 | 4530 | 4511 | 4650 |

## Doprava
Obcí prochází trať SBB s normálním rozchodem z Bellinzony, navazující na Gotthardskou dráhu. Regionální vlaky na lince Locarno–Bellinzona/Lugano obsluhují zastávku Gordola v pravidelných intervalech. Spojení s okolními obcemi zajišťují autobusové linky Ferrovie autolinee regionali ticinesi (FART).